# 后世

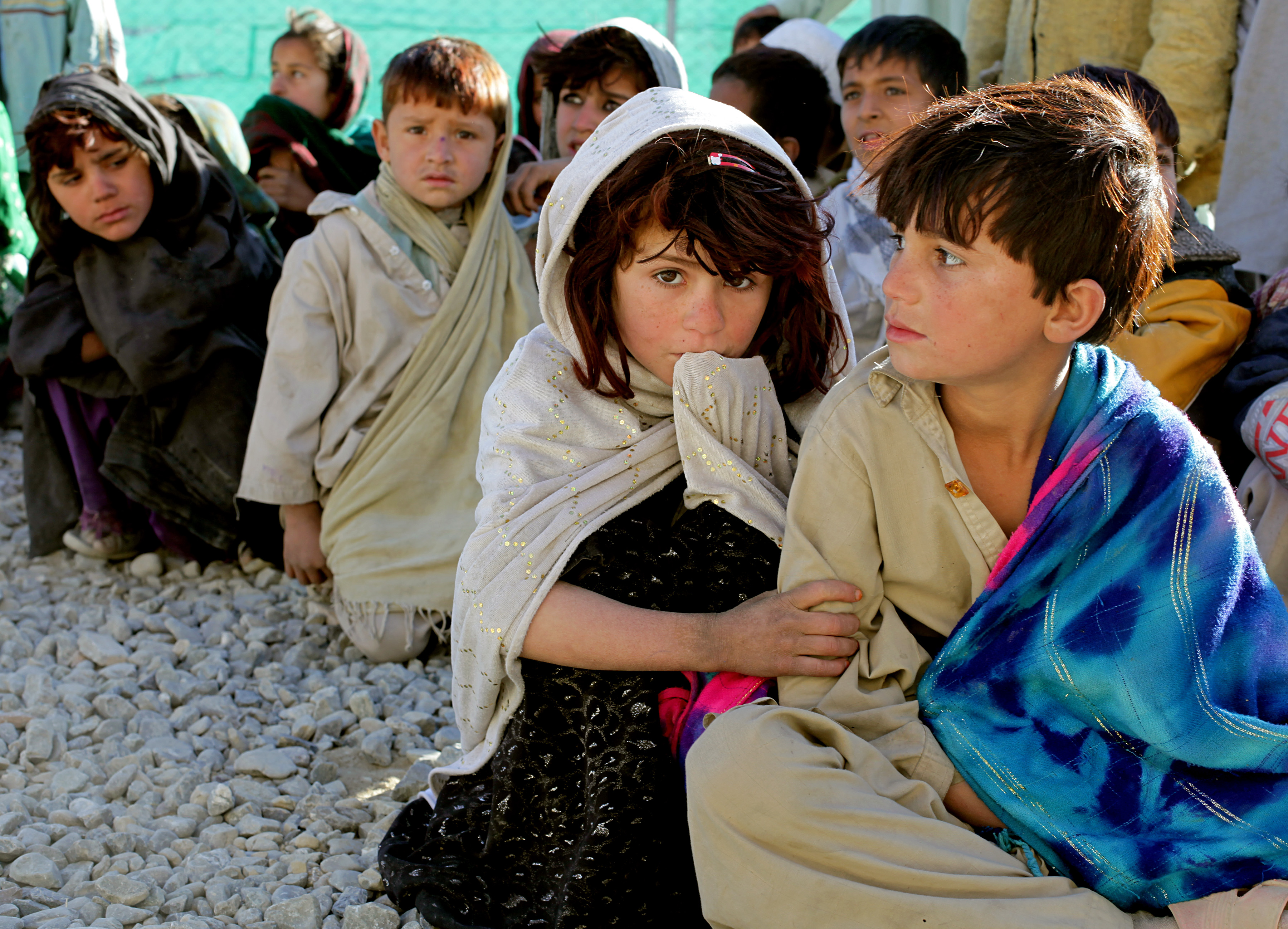
当代人有义务欲免后世再遭战祸

后世（英语：Future generations），也称后世后代、后代人和子孙后代，是指当今世代之后所有将来相继的世代。 在诸多联合国所通过和签署的文件中，都有提到“后世”与“后代”等的词汇。其中文件提到当代人有义务欲免后世再遭战祸，而且必须考虑到后代人的命运取决于当今世代所做出的决策和采取的行动。 国家也有责任保证文化和自然遗产的确定、保护、保存、展出和遗传后代，并且必须为后代保护好气候系统与生态多样性。

## 历史

### 《联合国宪章》
于1945年4月25日至1945年6月26日，在美國加利福尼亚州旧金山的旧金山会议，联合国签署了《联合国宪章》。这是联合国建立的基础条约，它既确立了联合国的宗旨、原则和组织机构设置，又规定了成员国的责任、权利和义务，以及处理国际关系、维护世界和平与安全的基本原则和方法。此宪章的序言开头是：
“我联合国人民同兹决心
　欲免后世再遭今代人类两度身历惨不堪言之战祸……”

### 《保护世界文化和自然遗产公约》
于1972年10月17日至11月21日，在法国巴黎，联合国教育、科学及文化组织（联合国教科文组织）在第17届会议里通过了《保护世界文化和自然遗产公约》的公约。公约里第4条提到缔约国承认保证各自领土内的文化和自然遗产的确定、保护、保存、展出和遗传后代，都是国家的责任。缔约国将因此竭尽全力，最大限度地利用本国资源，必要时利用所能获得的国际援助和合作。

### 地球高峰会
于1992年6月3日至14日，联合国在巴西里约热内卢举办的地球高峰会上通过了《联合国气候变化框架公约》、《生物多樣性公約》和《里约环境与发展宣言》。《联合国气候变化框架公约》的第3条提到缔约方应当在公平的基础上，并根据各自的责任和能力，为当代和后代的利益而保护气候系统。 《生物多樣性公約》提到缔约方决心为今世后代的利益而保护和“持久使用”生物多样性。“持久使用”是指使用生物多样性组成部分的方式和速度不会导致生物多样性的长期衰落，从而保持其满足今世后代的需要和期望潜力。《里约环境与发展宣言》的第3原则提到，为了公平地满足今世后代在发展与环境方面的需要，求取发展的权利必须实现。

### 《维也纳宣言和行动纲领》
于1993年6月14日至25日，在奥地利维也纳举办的世界人权大会上通过了《维也纳宣言和行动纲领》。纲领中第11条提到发展权应得到履行，俾以平等地满足今后世代的发展和环境需要。

### 《当代人对后代人的责任宣言》
于1997年10月21日至11月12日，在法国巴黎，联合国教科文组织在第29届会议里通过的决议中，宣布第44号《当代人对后代人的责任宣言》的重大计划。该计划考虑到以上历届大会所通过和签署的的文件，并决心尽一切努力确保当代人充分认识自己对后代人的责任。

## 当代人对后代人的责任
《当代人对后代人的责任宣言》计划里一共有12条宣言。

### 第1条：后代人的需要和利益
“当代人有责任使当代人和后代人的需要和利益收到充分的保护。”

### 第2条：选择的自由
“尽一切努力，在充分尊重人权和基本自由的情况下，确保后代人和当代人充分享有选择政治、经济和社会制度的自由并能够保护自己的文化和宗教多样性。”

### 第3条：人类的生存与繁衍
“当代人应当在充分尊重人的尊严的情况下，确保人类的生存于繁衍。因此，不得已任何方式改变人类生命的本质与形式。”

### 第4条：地球上的生命之保护
“当代人有责任留给后代人一个不会有一天因人类的活动而遭到不可挽回的破坏的地球。短暂继承地球这份遗产的每一代人要注意合理地利用自然资源，确保地球上的生命不受生态系统的不利变化的损害，不让各个领域的科技进步危害地球上的生命。”

### 第5条：环境保护
1. ”为保证后代人享有地球生态系统的财富，当代人应尽一切努力促进可持续发展和保护生存条件，特别是保护环境的质量和完好性。”
2. ”当代人应保证后代人不受那些可能危及他们的健康乃至生存的污染。”
3. ”当代人应为后代人保护那些维持人类生命及其发展所需要的自然资源。”
4. “当代人在实施重大工程项目之前，应考虑到该项目可能对后代人产生的影响。”

### 第6条：人类基因组与生物多样性
“为了使人的尊严和人权收到充分的尊重，应保护人类基因组与生物多样性。科技进步在任何情况下都不应对人类及其他物种的保护造成破坏或损害。”

### 第7条：文化多样性与文化遗产
“在充分尊重人权和基本自由的情况下，当代人应注意保护人类的文化多样性。当代人有责任确定、保存和保护物质及文化遗产，并将这一共同遗产传给子孙后代。”

### 第8条：人类的共同遗产
“根据国际法的规定，当代人可以利用人类的共同遗产，但是这种利用不得对人类的共同遗产造成无可挽回的损害。”

### 第9条：和平
1. “当代人应使自己和后代人都学会在和平、安全、尊重国际法、人权和基本自由的情况下共同生活。”
2. “当代人应使后代人免受战争的灾难。为此，当代人应使后代人免受武装冲突以及其他种种形式的侵略和违背人道主义原则使用武器造成的有害后果。”

### 第10条：发展与教育
1. “当代人尤其应通过合理审慎地利用现有资源来消除贫困，确保后代人作为个人和集体都能得到在社会经济方面公平地、可持续地和普遍地发展所需的条件。”
2. “教育是个人和社会发展的重要手段。为了当代人和后代人的利益，必须利用教育来促进和平、正义、了解、宽容和平等。”

### 第11条：反对歧视
“当代人应避免采取任何可能导致歧视后代人或使这种歧视永远存在下去的行动或措施。”

### 第12条：实施
1. “国家、联合国系统机构，其他政府间及非政府组织、个人、公共机构和私人机构都应全力以教育、培训和宣传为主要手段，促进尊重本《宣言》所提出的思想，并通过一切必要的手段，促进全面承认和有效贯彻这些思想。”
2. “考虑到教科文组织的伦理使命，要求本组织尽可能广泛地宣传本宣言，并在教科文组织的职权范围内采取一切必要的措施，提高公众对本《宣言》提出的思想的认识。”

## 外部連結
联合国 （页面存档备份，存于）